# السيد ياسين
السيد ياسين (3 سبتمبر 1933 - 19 مارس 2017)، كاتب ومفكر سياسي واجتماعي مصري.

## حياته
ولدّ السيد ياسين بمحافظة الإسكندرية في 3 سبتمبر 1933، وتخرَّج في كلية الحقوق بجامعة الإسكندرية، ثم حصل على درجة الماجستير من جامعة القاهرة في علم الاجتماع والعلوم السياسية، عمل بالمركز القومي للبحوث الاجتماعية والجنائية قبل أن يسافر إلى فرنسا ليدرس القانون والعلوم الاجتماعية في جامعتي ديجون (1964 - 1966) وباريس (1966)، وخلال تلك الفترة اهتم بعلم الاجتماع الأدبي الذي كان لا يزال ناشئا وقتها، وكذلك علم الاجتماع السياسي.
لدى عودة السيد ياسين إلى مصر، انضم سنة 1968 إلى مركز الدراسات الفلسطينية والصهيونية بالأهرام، الذي لم يلبث أن تحول في عهد الكاتب الصحفي محمد حسنين هيكل إلى مركز الأهرام للدراسات السياسية والاستراتيجية، الذي شارك ياسين في تأسيسه، قبل أن يتولى رئاسته في الفترة من 1975 إلى 1994. وقد أسس ياسين أثناء رئاسته للمركز وحدة الدراسات الاجتماعية.
شغل ياسين منصب الأمين العام لمنتدى الفكر العربي في الأردن (1990 ـ 1997)، وعمل مساعدًا بوزارة الخارجية المصرية، ومديرا بوزارة البحث العلمي، وأستاذًا لعلم الاجتماع السياسي في المركز الوطني للأبحاث الاجتماعية والعلوم الجنائية، ورئيسًا للجنة رصد المتغيرات الوطنية، إلى جانب عضويته بالمجلس الأعلى للثقافة.

## من مؤلفاته
- أسس البحث الاجتماعي، 1963م، مع أخرين،
- التحليل الاجتماعي للأدب، 1970م
- الشخصية العربية بين مفهوم الذات وصورة الآخر، 1973م
- الصهيونية أيدلوجية عنصرية، 1977م
- السياسة الجنائية المعاصرة: دراسة نقدية للدفاع الاجتماعي، 1977م
- دراسات في السلوك الإجرامي،
- الشخصية العربية بين تصور الذات ومفهوم الآخر،
- مصر بين الأزمة والنهضة،
- تحليل مفهوم الفكر القومي، 1987م
- تحولات الأمم والمستقبل العالمي، 2010م
- آفاق المعرفة في عصر العولمة، 2011م، الهيئة المصرية العامة للكتاب،
- الشعب على منصة التاريخ، 2013
- صعود وسقوط حركات الإسلام السياسي،
- ما بعد الثورة: الزمن التنموي والتحديث الحضاري،

## الجوائز والتكريم
- جائزة الدولة التقديرية في العلوم الاجتماعية (المجلس الأعلى للثقافة، مصر، 1996)
- وسام العلوم والفنون والآداب (مصر، 1995)
- وسام الاستحقاق الأردني من الطبقة الأولى (المملكة الأردنية، 1992)
- جائزة أفضل كتاب في مجال الفكر عن كتاب «الوعي التاريخي والثورة الكوينية» (معرض القاهرة الدولي للكتاب، 1995)
- جائزة سلطان بن علي العويس (الإمارات العربية المتحدة، 2013)[2]

## وفاته
توفي السيد ياسين في مستشفى الشيخ زايد التخصصي بمدينة 6 أكتوبر في الساعات الأولى من صباح الأحد 19 مارس 2017.